# Pfarrhof Beyendorf

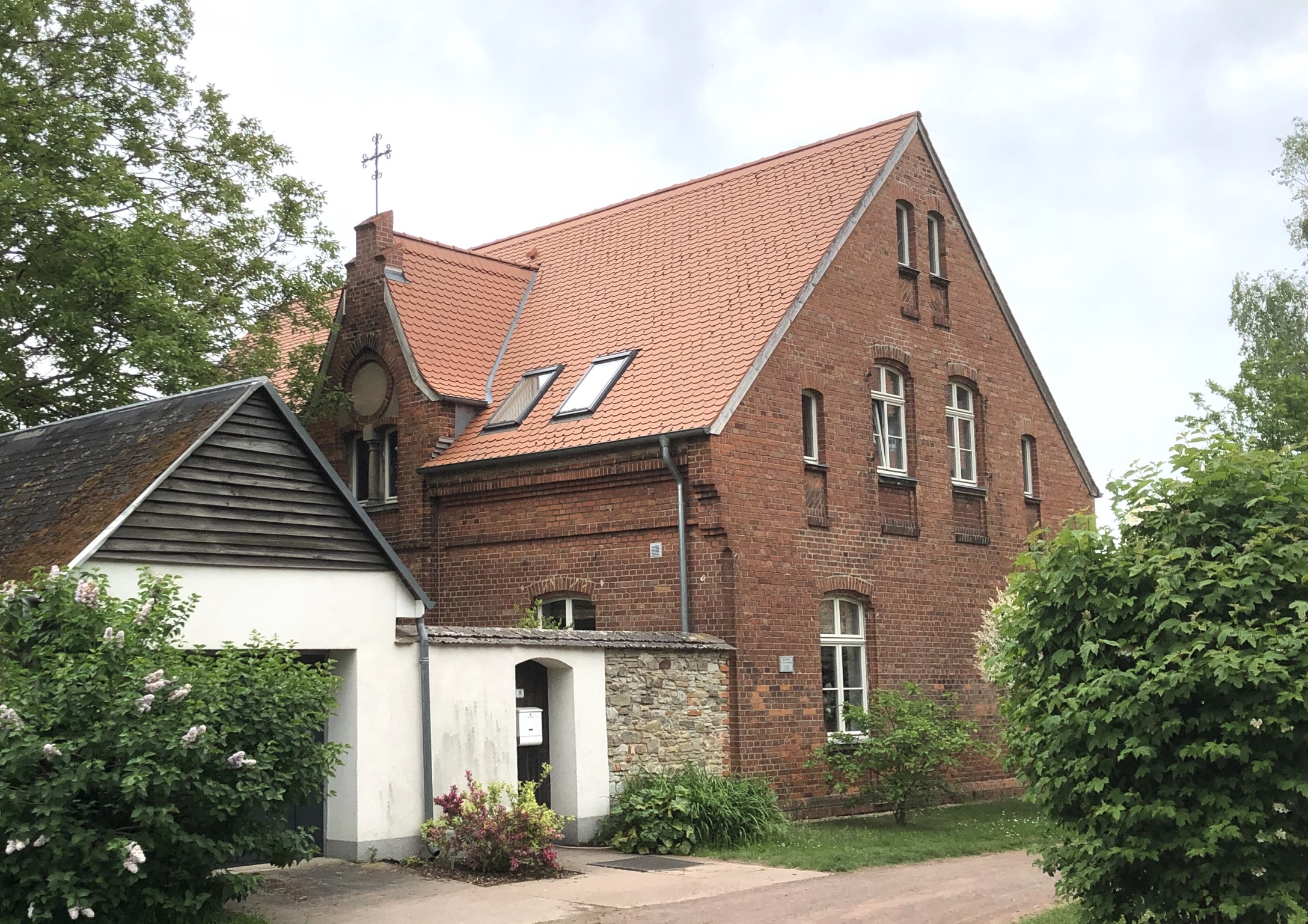
Pfarrhof Beyendorf, 2020

Der Pfarrhof Beyendorf ist ein denkmalgeschützter Pfarrhof in Beyendorf bei Magdeburg in Sachsen-Anhalt.

## Lage
Der Pfarrhof befindet sich östlich der Kirche St. Petrus und St. Paulus in der Beyendorfer Dorfstraße im Zentrum des Ortsteils Beyendorf im Magdeburger Stadtteil Beyendorf-Sohlen an der Adresse Beyendorfer Dorfstraße 19.

## Architektur und Geschichte
Der eingeschossige Bau wurde in der Zeit um 1870/80 in ziegelbauweise errichtet. Bedeckt ist das Haus von einem Satteldach. Nach Norden zum Hof besteht ein, nach Süden zum weitläufigen Garten hin zwei Zwerchhäuser. Oberhalb des Eingangs besteht ein Zwillingsfenster mit zwischen den Fenstern platzierter Säule. Am Gebäude findet sich eine zurückhaltend eingesetzte Ziegelornamentik.
Auf dem Hof des Anwesens befindet sich ein eingeschossiges Stallgebäude. Umgeben ist das Grundstück von einer Bruchsteinmauer. Es findet sich die Jahreszahl 1632 die auf die Bauzeit des Vorgängerbaus verweist. In dem Vorgängerbau wurde 1780 der Theologe und Pädagoge Karl Christoph Gottlieb Zerrenner geboren. Eine neben dem Eingang zum Grundstück angebrachte Gedenktafel erinnert hieran.
Im örtlichen Denkmalverzeichnis ist der Bauernhof unter der Erfassungsnummer 094 97506 als Baudenkmal verzeichnet.
Das Anwesen gilt als städtebaulich bedeutsam.